# Тілопо шишколобий
Тілопо шишколобий (Ptilinopus insolitus) — вид голубоподібних птахів родини голубових (Columbidae). Ендемік Папуа Нової Гвінеї.

## Підвиди
Виділяють два підвиди:
- P. i. insolitus Schlegel, 1863 — архіпелаг Бісмарка (за винятком островів святого Маттія[en]);
- P. i. inferior Hartert, E, 1924 — острови Муссау[en] і Емірау[en] (острови святого Маттія[en]).

## Поширення і екологія
Шишколобі тілопо є ендеміками архіпелагу Бісмарка. Вони живуть в тропічних лісах. Зустрічаються на висоті до 1200 м над рівнем моря.